# Arriving Somewhere...
Arriving Somewhere... è il primo album video del gruppo musicale britannico Porcupine Tree pubblicato nel 2006 dalla Snapper Music.

## Descrizione
Contiene due dischi. Nel primo compare il concerto integrale tenuto dal gruppo presso il Park West di Chicago nell'ottobre del 2005. Il video è stato montato da Lasse Hoile, con la colonna sonora missata in stereo e in 5.1 da Steven Wilson, e masterizzato da Darcy Proper. Il secondo disco contiene invece le esecuzioni dal vivo di Futile e Radioactive Toy per conto del programma tedesco Rockpalast (registrazioni che finiranno nell'album dal vivo Rockpalast, contenente l'audio dell'intero concerto), il video musicale di Lazarus, i filmati usati durante il concerto per Start of Something Beautiful, Halo e Mother and Child Divided, il brano Cymbal Songdi Gavin Harrison e una galleria fotografica con più di 100 immagini (alcune disponibili sul sito del gruppo) accompagnata da un brano ambient curato da Wilson e Richard Barbieri.
La versione audio è stata resa successivamente disponibile per il solo download digitale (in formato FLAC e MP3) nella primavera del 2007. Il 23 marzo 2018 Arriving Somewhere... è stato ripubblicato dalla Kscope in edizione BD/doppio CD.

## Tracce
Testi e musiche di Steven Wilson, eccetto dove indicato.
DVD 1
1. Revenant – 3:05 (musica: Richard Barbieri)
2. Open Car – 4:45
3. Blackest Eyes – 4:38
4. Lazarus – 4:09
5. Hatesong – 9:09 (musica: Colin Edwin, Steven Wilson)
6. Don't Hate Me – 8:39
7. Mother and Child Divided – 5:14 (musica: Gavin Harrison, Steven Wilson)
8. Buying New Soul – 7:14 (musica: Chris Maitland, Colin Edwin, Richard Barbieri, Steven Wilson)
9. So-Called Friend – 4:59 (musica: Colin Edwin, Gavin Harrison, Richard Barbieri, Steven Wilson)
10. Arriving Somewhere but Not Here – 12:54
11. Heartattack in a Layby – 4:08
12. The Start of Something Beautiful – 7:19 (musica: Gavin Harrison, Steven Wilson)
13. Halo – 6:38 (musica: Colin Edwin, Gavin Harrison, Richard Barbieri, Steven Wilson)
14. The Sound of Muzak – 5:22
15. Even Less – 6:20
16. Trains – 7:47
17. End Credits – 2:06

DVD 2
1. Futile (Live from German Rockpalast TV Broadcast) – 6:09 (musica: Gavin Harrison, Steven Wilson)
2. Radioactive Toy (Live from German Rockpalast TV Broadcast) – 5:59
3. Lazarus (Promo Clip) – 3:57
4. Start of Something Beautiful (Live Film) – 7:10 (musica: Gavin Harrison, Steven Wilson)
5. Halo (Live Film) – 5:55 (musica: Colin Edwin, Gavin Harrison, Richard Barbieri, Steven Wilson)
6. Mother and Child Divided (Live Film) – 4:57 (musica: Gavin Harrison, Steven Wilson)
7. Gavin Harrison "Cymbal Song" – 3:58 (musica: Gavin Harrison)
8. Photo Gallery – 9:21

## Formazione
Gruppo
- Richard Barbieri – tastiere, sintetizzatore
- Colin Edwin – basso
- Gavin Harrison – batteria, percussioni
- Steven Wilson – chitarra, tastiera, voce principale

Altri musicisti
- John Wesley – chitarra, voce

Produzione
- Porcupine Tree – produzione
- Lasse Hoile – montaggio
- Studio M – registrazione video
- Mark Prator – registrazione audio
- Steven Wilson – missaggio